# فيكرام عمار
فيكرام عمار (بالإنجليزية: Vikram Amar)‏ هو محامي أمريكي، ولد في 1963.